# Jonah Hex
Jonah Woodson Hex é um personagem fictício de quadrinhos do gênero western. Criado por John Albano e Tony DeZuniga, seus direitos pertencem a editora estadunidense DC Comics. Ele apareceu pela primeira vez em All-Star Western Nº 10 (Fevereiro de 1972).
Jonah Woodson Hex é um  anti-herói caçador de recompensas com sua face direita assustadoramente deformada, o que o leva a se isolar do convívio das pessoas. Ele usa um uniforme dos soldados confederados, derrotadas na Guerra Civil Americana, o que o torna ainda um figura desagradável aos vencedores da guerra, seus conterrâneos nortistas.
Hex possui uma postura cínica, similar ao Pistoleiro sem nome, e sua roupa confederada lembra Josey Wales, ambos conhecidos personagens de filmes de western interpretados por Clint Eastwood nos anos 60/70.  O cowboy Wales, que surgiu no cinema em 1976, também lembra Hex por ter uma cicatriz no rosto, em decorrência de ter sido golpeado por uma espada de um vilão anti-sulista.
Jonah é filho de prostituta, luta contra o alcoolismo e viajou por toda a América (inclusive Latina) e chegou até a China. Foi casado e teve um filho. Foi desfigurado por um chefe Apache, que usou uma machadinha em brasa para fazer em seu rosto "A marca do demônio". Isso foi uma punição por Jonah ter quebrado a Lei Apache e usado uma arma diferente da permitida em uma luta (ele esfaqueou seu oponente, quando a lei da tribo só permitia o uso da machadinha). Segundo o chefe que o condenara a tal deformidade, isso foi feito apenas em um lado de seu rosto para mostrar a todos que o encontrassem que ele era uma pessoa dúbia, metade boa e metade perversa. Em 1904 Jonah é morto durante um jogo de cartas (antes disso, ele foi transportado ao futuro para a série de ficção científica Legends of Tomorrow).

## A Apresentação
As histórias originais eram sempre iniciadas por uma apresentação criada por John Albano:
"Ele foi herói para uns, vilão para outros. E por onde passava, as pessoas pronunciavam seu nome em murmúrios. Não tinha amigos, esse tal Jonah Hex... Mas possuia duas companhias constantes: Uma, era a própria Morte... A outra, o cheiro acre da fumaça das balas dos revóveres."

## Vilões
Como vilões Hex enfrenta principalmente Quentin Turnbull. É o pai do melhor amigo de Hex, Jeb Turnbull. Quentin culpa o pistoleiro pela morte do filho na Guerra Civil. Ele é um ator que se denomina Camaleão, e usa seus disfarces para tentar se vingar de Hex.
Outro inimigo é El Papagayo, um bandido mexicano. Na primeira história, Hex, enganado pelo Camaleão, se infiltrou no bando do mexicano para prendê-lo. Depois disso os dois voltariam a se defrontar várias vezes.

## Reformulação Pós-Crise Nas Infinitas Terras
Hex é enviado para um futuro pós-apocalíptico onde violentas gangues de motoqueiros se movem por desertos. Essa visão distópica foi inspirada série cinematográfica Mad Max.
Em sua primeira aventura, o pistoleiro toma o traje do líder de uma das gangues para se proteger de chuva ácida, algo frequente nessa época, deixando o antigo dono para morrer. Hex passa usar essa roupa (preta, com detalhes brancos e um capuz) e a "cavalgar" uma motocicleta.
Esta nova série, chamada apenas de Hex, teve 18 números. Nunca foi mostrado como Jonah volta para o passado, mas na última edição publicada a máquina do tempo que o trouxe foi destruída. Apenas parte da série foi publicada no Brasil.

## Cronologia
Algumas datas da história de Hex, colhidas em referências nas diversas aventuras:
- 10 de Setembro de 1838: Jonah nasce
- Junho de 1848: A mãe de Jonah foge com um vendedor
- 1853: Jonah salva o chefe de uma tribo de um puma. O chefe em gratidão adota Jonah como seu segundo filho.
- 1854: Jonah é traido por seu irmão e capturado por escravistas. Ao conseguir escapar, ele não retorna a tribo.
- 1859: Jonah fica noivo de Cassie Wainwright, mas ela morre num ataque de índios
- 1863: Jonah se rende as forças da União em Fort Charlotte.O pelotão de Jonah é capturado e massacrado durante uma tentativa de fuga (episódio similar mostrado em The Outlaw Josey Wales). Jonah é acusado de traição pelos companheiros.
- 1866: Jonah encontra seu irmão índio e o confronta em uma luta de machadinhas. Jonah mata seu irmão, mas é punido pelos outros índios que desfiguram sua face.
- 1875: Jonah casa com Mei Ling e promete deixar de ser um caçador de recompensas e pistoleiro.
- 1876: Nasce o filho de Jonah, Jason. Um mês depois Mei Ling pega Jason e deixa Jonah.
- 1878: Jonah é transportado para o ano de 2050 por Reinhold Borsten.
- 1899: Jonah encontra seu filho crescido, Jason, no México. Jonah descobre que Mei Ling morreu.
- 1904: Jonah é morto por George Barrow, que atira covardemente nele quando jogava cartas e limpava seus óculos, já com idade avançada.Barrow foi então confrontado com a lei local. Barrow deixou cair a arma e se rendeu, mas o xerife local matou Barrow a sangue frio .
- 1987: o cadáver empalhado de Jonah está localizado no parque de diversões Frontier City.
- 2010: Durante a Noite Mais Densa Jonah é encontrado por um anel de Lanterna Negro e foi revivido .

## As Diversas Publicações
Jonah Hex apareceu em Crise das Infinitas Terras (revista #3, 1985), junto de outros personagens do Velho Oeste do universo DC (Escalpador, Bat Lash, Falcão da Noite).
Depois disso, foi um dos que sofreram reformulação. Em um evento bizarro, ele foi transportado para o século XXI, uma era pós-apocalípticia do tipo Mad Max (algumas histórias foram publicadas pela Editora Abril no Brasil).
Jonah Hex apareceu em três mini-séries do selo Vertigo durante os anos 90. Escritas por Joe R. Lansdale, que sempre desejou roteirizar o personagem, e desenhadas por Tim Truman. Elas tendiam para o western-horror; Nelas enfrenta zumbis e espíritos malignos. O visual do personagem foi um pouco alterado: Jonah parece mais com um marginal e andarilho, tem cabelos grandes e usa brincos e o uniforme de confederado ganhou detalhes amarelos.
Em 2005 começa uma nova série de Jonah Hex, escrita por Justin Gray e Jimmy Palmiotti, com participação de Luke Ross. Jonah Hex continua a aparecer em várias revistas da DC Comics.

### Lista de Publicações
Como protagonista:
- All-Star Western (#10-11; 1972)
- Weird Western Tales (#12-14, #16-38; 1972-1977)
- Jonah Hex (Vol. 1 #1-92; 1977-1985)
- Jonah Hex Spectacular (#1; 1978/Fall)
- Hex (#1-18; 1985-1987) (série de ficção científica)
- Secret Origins (Vol. 3 #21; 1987/12)
- Jonah Hex: Two Gun Mojo (#1-5; 1993)
- Jonah Hex: Riders of the Worm and Such (#1-5; 1995)
- Jonah Hex: Shadows West (#1-3; 1999)
- Jonah Hex (Vol. 2 #1-Present; 2005-Present)

Como participante:
- Batman (#237; 1971/12)
- Justice League of America (#159, 160, 198, 199; 1978-1982)
- Super Star Holiday Special: DC Special Series (Vol. 4 #21; 1980/Spring)
- Comic Reader (#194; 1981/09)
- Crisis on Infinite Earths (#3-5; 1985/06)
- DC Challenge (#2-3, #11; 1985-1986)
- Swamp Thing (#46; 1986/03)
- Legion Of Super-Heroes (#23; 1986/06)
- Swamp Thing (#85; 1989/04)
- Time Masters (#2-3; 1990)
- Justice League Europe Annual (#2; 1991/01)
- Books of Magic (#4; 1991/02)
- Armageddon: Alien Agenda (#3; 1992/01)
- Zero Hour (#0; 1994/09)
- Green Lantern (#195-196; 1995)
- Kingdom Come (#4; 1997)
- Unlimited Access (#1; 1997)
- Generation Hex (#1; 1997/06)
- Jonah Hex, fundido ao personagem Câmara (Jonothon Starsmore, da Geração X),aparece em Amalgam Comics Volume II (DC Comics/Marvel Comics). O resultado é Jono Hex, líder de um grupo de pistoleiros mutantes (na revista Generation Hex #01).
- Superboy (#54-55, #71-75; 1998-2000)
- Em 1998, uma mulher chamada Hex apareceu em Superboy.
- Guns of the Dragon (#3; 1998/12)
- The Kingdom (#2; 1998)
- The Kents (#8, #10; 1998)
- Wild Times: Deathblow (1999/08)
- World's Funnest (2000)
- Hawkman (#7; 2002/11)
- Superman & Batman: Generations (Vol. 3 #8; 2003/10)
- The Legion (#29; 2004/03)
- Another Nail (#3; 2004/8)
- Superman/Batman (#16; 2004/12)
- Deadshot (#4; 2005/03)
- Superman/Batman (#18; 2005/02)
- Infinite Crisis (#6; 2006/04)
- Uncle Sam and the Freedom Fighters (#3; 2006/11)

No Brasil as aventuras de Jonah Hex apareceram pela primeira vez na revista "Reis do Faroeste" da EBAL, que depois lançaria a revista própria do personagem, publicada até 1984.

## Em outras mídias
- Um episódio de Batman: The Animated Series tem Ra's Al Ghul contando a história de como Hex caçou o filho de Ra's,  Arkady Duvall, no século 19.
- Hex, dublado por Adam Baldwin,[3] aparece em um episódio de Justice League Unlimited no qual a Liga da Justiça acaba viajando no tempo para o Velho Oeste.
- Hex, dublado por Phil Morris,[3] é um aliado recorrente em Batman: The Brave and the Bold.
- Um filme do personagem foi lançado em 2010, estrelado por Josh Brolin.[4]
- O DVD de Batman: Under the Red Hood incluiu um curta-metragem animado do personagem, DC Showcase: Jonah Hex, onde tinha a voz de Thomas Jane.[3]
- Um episódio de Justice League Unlimited traz Hex, dublado por Trevor Devall,[3] revivido em tempos modernos após ser descongelado de um pedaço de gelo nas Montanhas Rochosas.